# Drávaszabolcs
Drávaszabolcs (kroatisch Saboč, Sabloč) ist eine ungarische Gemeinde im Kreis Siklós im Komitat Baranya. 

## Geografische Lage
Drávaszabolcs liegt achteinhalb Kilometer südwestlich der Kreisstadt Siklós am linken Ufer des Flusses Dráva, der die Grenze zu Kroatien bildet. Nachbargemeinden sind Drávapalkonya, Kovácshida,  Ipacsfa und Gordisa. Jenseits der Grenze liegt der kroatische Ort Donji Miholjac.

## Geschichte
Drávaszabolcs wurde 1216 erstmals urkundlich erwähnt. Im Jahr 1907 gab es in der damaligen Kleingemeinde 88 Häuser und 447 Einwohner auf einer Fläche von 1925 Katastraljochen.

## Sehenswürdigkeiten
- Reformierte Kirche Drávaszabolcs-Gordisa-Mattyi Társegyházközség temploma, erbaut 1824
- Römisch-katholische Kapelle Jézus Szíve
- Insektenkundliche Ausstellung
- Skulptur Pihenő, erschaffen 1986 von Ferenc Trischler
- Weltkriegsdenkmal

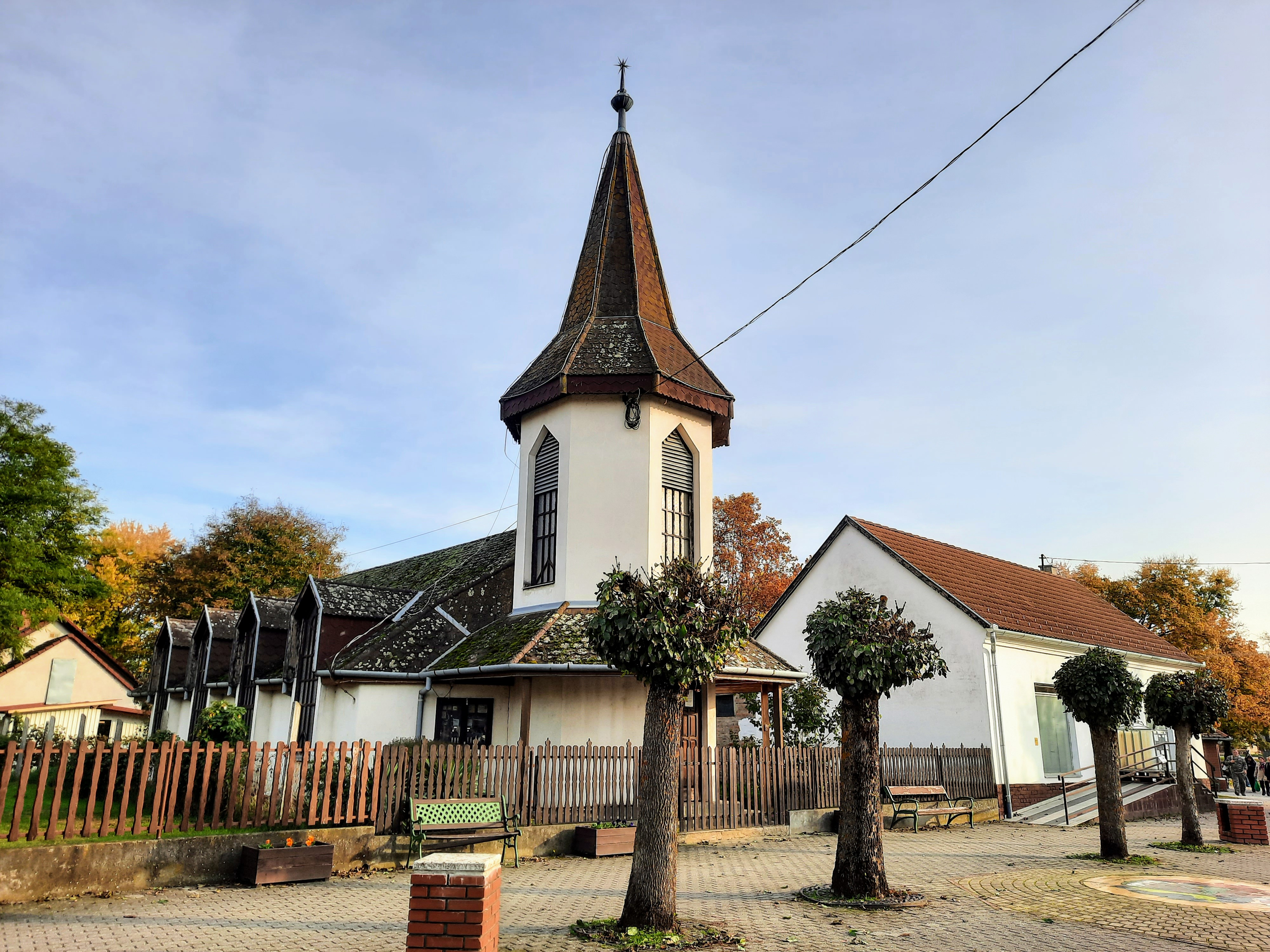
Reformierte Kirche
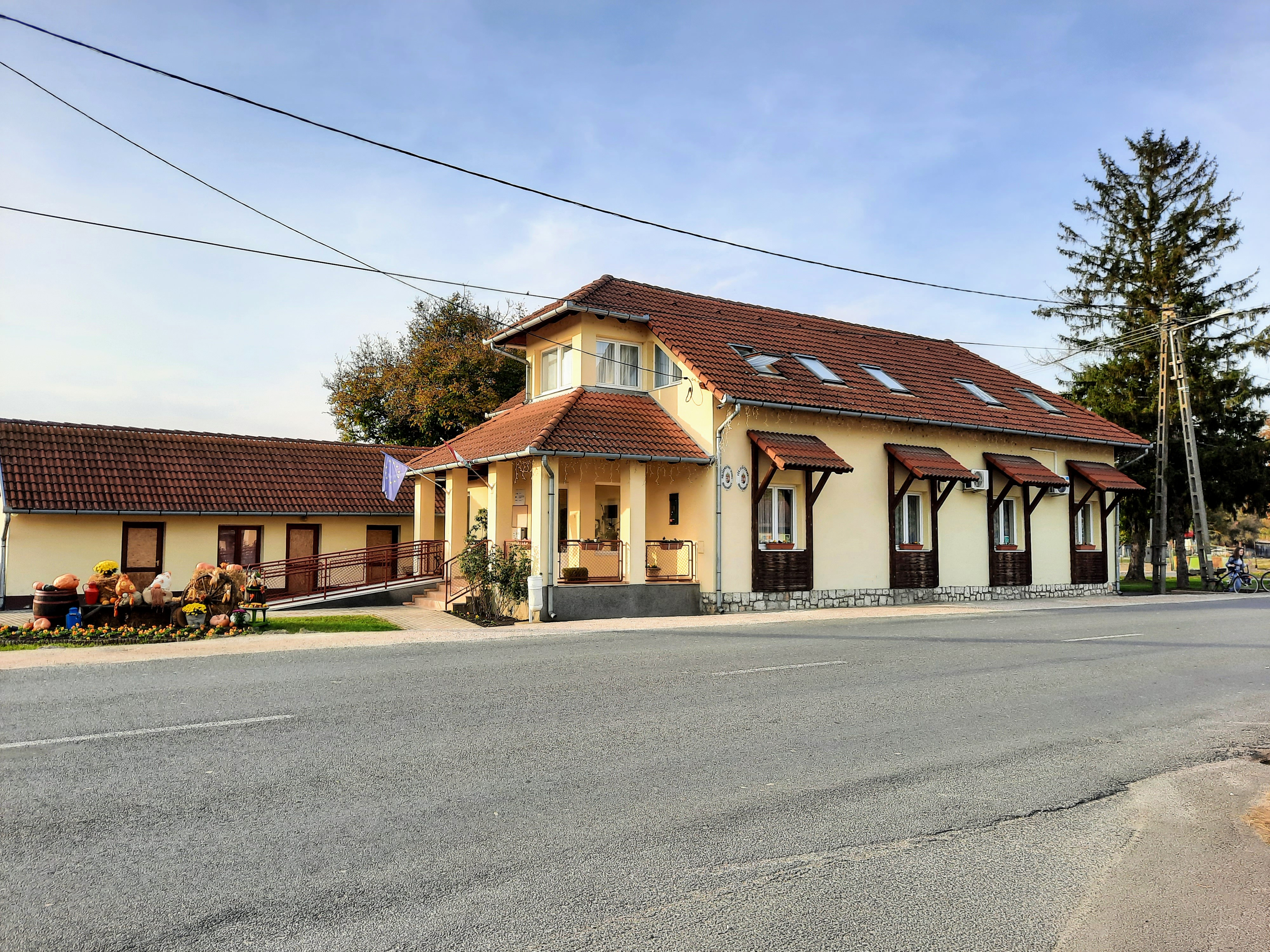
Bürgermeisteramt
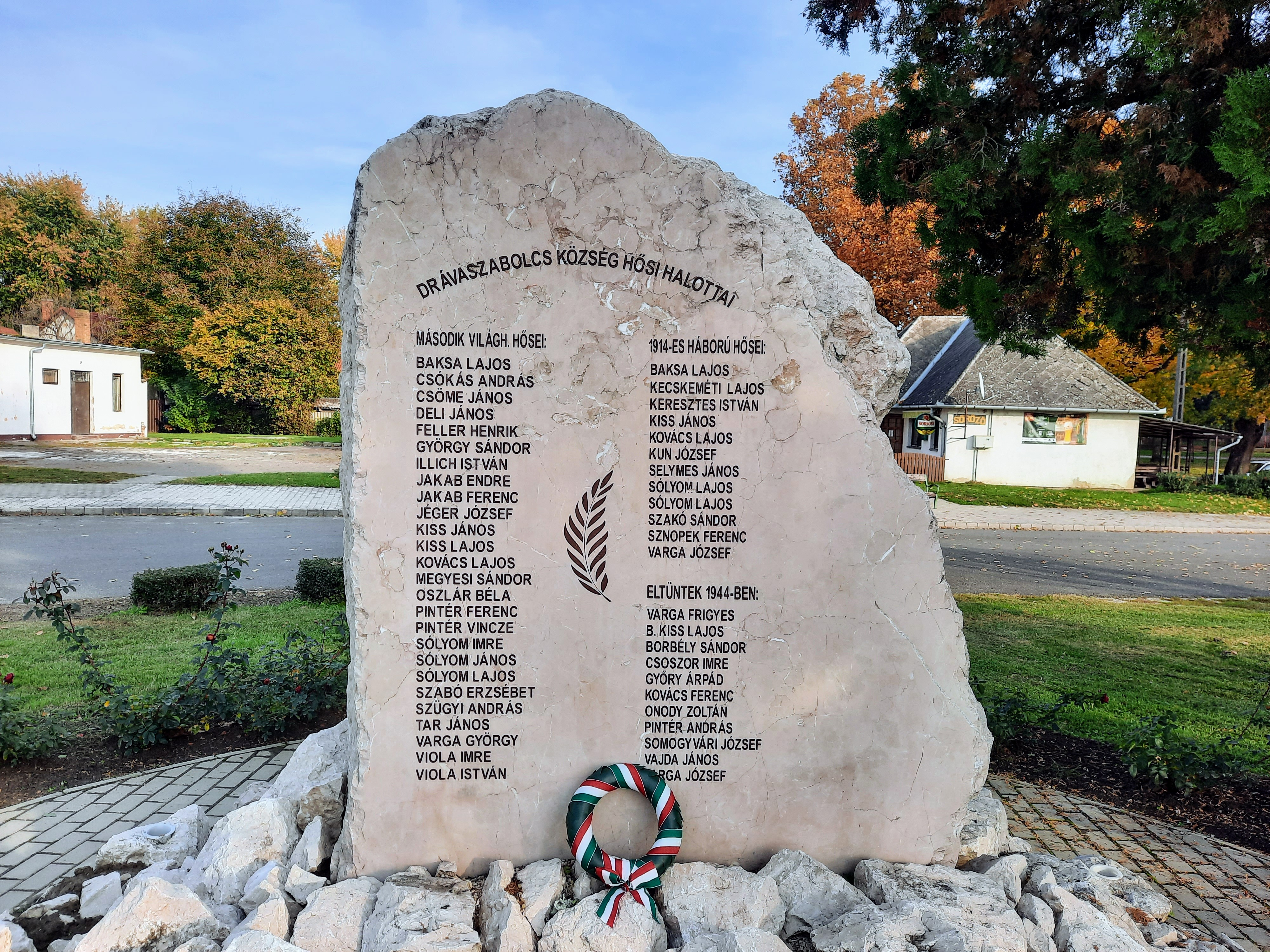
Weltkriegsdenkmal
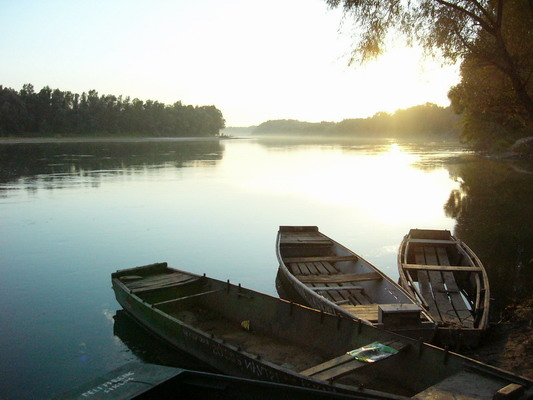
Die Drau bei Drávaszabolcs

## Verkehr
Durch Drávaszabolcs verläuft die Hauptstraße Nr. 58, von der die Landstraße Nr. 5712 in östliche Richtung nach Gordisa sowie die Nebenstraße Nr. 58118 in westliche Richtung nach Drávapalkonya abzweigen. 
Es bestehen Busverbindungen nach Harkány und Siklós. Der nächstgelegene Bahnhof befindet sich nordöstlich in Vokány. Am Hafen von Drávaszabolcs werden von April bis November Rundfahrten auf der Drau angeboten.